# Лейк-Ридж (Вірджинія)
Лейк-Ридж (англ. Lake Ridge) — переписна місцевість (CDP) в США, в окрузі Принс-Вільям штату Вірджинія. Населення — 46 162 особи (2020), що на 35 % більше, порівняно з даними перепису 2000 року.

## Географія
Лейк-Ридж розташований біля Вудбриджа за координатами 38°40′51″ пн. ш. 77°18′14″ зх. д. / 38.68083° пн. ш. 77.30389° зх. д. (38.680792, -77.303899).  За даними Бюро перепису населення США в 2010 році переписна місцевість мала площу 25,10 км², з яких 24,23 км² — суходіл та 0,88 км² — водойми.

## Демографія
Згідно з переписом 2010 року, у переписній місцевості мешкало 41 058 осіб у 15 121 домогосподарстві у складі 10 745 родин. Густота населення становила 1635 осіб/км².  Було 15678 помешкань (625/км²).
Расовий склад населення:
| - 62,1 % — білих - 20,2 % — чорних або афроамериканців - 6,7 % — азіатів - 0,6 % — корінних американців - 0,1 % — вихідців з тихоокеанських островів - 5,3 % — осіб інших рас |

До двох чи більше рас належало 5,1 %. Частка іспаномовних становила 15,4 % від усіх жителів.
За віковим діапазоном населення розподілялося таким чином: 26,2 % — особи молодші 18 років, 66,4 % — особи у віці 18—64 років, 7,4 % — особи у віці 65 років та старші. Медіана віку мешканця становила 35,6 року. На 100 осіб жіночої статі у переписній місцевості припадало 91,7 чоловіків;  на 100 жінок у віці від 18 років та старших — 88,0 чоловіків також старших 18 років.
Середній дохід на одне домашнє господарство  становив 116 860 доларів США (медіана — 98 353), а середній дохід на одну сім'ю — 127 540 доларів (медіана — 107 809). Медіана доходів становила 67 977 доларів для чоловіків та 60 627 доларів для жінок. За межею бідності перебувало 4,7 % осіб, у тому числі 7,4 % дітей у віці до 18 років та 2,6 % осіб у віці 65 років та старших.
Цивільне працевлаштоване населення становило 22 569 осіб. Основні галузі зайнятості: освіта, охорона здоров'я та соціальна допомога — 20,1 %, науковці, спеціалісти, менеджери — 19,0 %, публічна адміністрація — 15,5 %.

## Історія
Лейк-Ридж заснували наприкінці 1960-х, коли будівельна корпорація «Sorensen» почала будувати на території, тепер відомий як Східний Лейк-Ридж.
До 1969 року розпочалися перші п'ять будівництв, а саме: Таузенд-Оукс, Пойнт, Плантейшн-Гарбор, Віллидж-оф-Лейк-Ридж, та Гемлет.
Спілка «Парки та дозвілля Лейк-Риджа» сформувалася 1972 року як асоціація домовласників у цій місцевості. Протягом 70-х та 80-х громада швидко розросталася — від 3350 домів у 1983 році до близько 6600 у 1990. Лейк-Ридж, яким він є зараз, утворився наприкінці 1990-х, разом із завершенням будівництва Риджлея. Тепер Лейк-ридж має близько 7700 житлових блоків поширених по понад 70 поділах та 9 житлових комплексах.

## Сусідні громади
- Вудбридж
- Дейл-Сіті
- Кліфтон
- Лортон
- Оккоукван